# Перес, Хосе Рикардо
Хосе́ Рика́рдо Пе́рес Мора́лес (исп. José Ricardo Pérez Morales; род. 24 октября 1963 в Манисалесе) — колумбийский футболист, выступавший в 1980—1990-е годы на позиции защитника и полузащитника. По окончании карьеры футболиста работал тренером.

## Биография
Рикардо «Чичо» Перес на профессиональном уровне дебютировал за команду родного Манисалеса, «Варта Кальдас» (ныне — «Онсе Кальдас»), в 1981 году, и выступал за эту команду до 1986 года (клуб в 1983 году сменил название на «Кристаль Кальдас»). После краткосрочного пребывания в «Хуниоре» в 1987 году перешёл в «Атлетико Насьональ», с которым завоевал все свои титулы. В 1989 году «Атлетико Насьональ» впервые в истории колумбийского футбола стал обладателем Кубка Либертадорес. «Чичо» сыграл в четырёх матчах — трёх на групповом этапе, а также в первой игре 1/8 финала против аргентинского «Расинга». Трижды занимал с «зелёными» второе место в чемпионате Колумбии, а в 1991 году выиграл национальное первенство.
В 1992—1994 годах выступал за «Энвигадо» и «Санта-Фе». В 1994—1995 годах играл за рубежом — сначала в перуанской «Альянса Лиме», а затем в США — за «Нью-Йорк Сентаурс». По возвращении на родину выступал за «Индепендьенте Медельин» и «Америку Кали». Завершил карьеру футболиста в 1999 году.
За основную сборную Колумбии «Чичо» Перес периодически выступал с 1987 по 1997 год. В 1987 году Перес вместе с «кафетерос» завоевал бронзовые медали на Кубке Америки. В первой игре группового этапа, в котором колумбийцы обыграли 2:0 Боливию, Перес был удалён с поля, как и его партнёр по команде Луис Карлос Переа и двое соперников, поэтому вторую игру против Парагвая (3:0) пропустил. В полуфинале сыграл против Чили (поражение 1:2), а в матче за третье место участия не принимал. Также «Чичо» играл в отборочных матчах к чемпионату мира 1990 года, но на самом турнире на поле не выходил, хотя и попал в заявку команды.
После завершения карьеры футболиста работал тренером — как в качестве помощника главного тренера, так и самостоятельно руководя командами в Венесуэле, Колумбии и Панаме.

## Титулы и достижения
- Чемпион Колумбии (1): 1991
- Вице-чемпион Колумбии (3): 1988, 1990, 1992
- Обладатель Кубка Либертадорес (1): 1989